# Istituto Poligrafico e Zecca dello Stato
El Istituto Poligrafico e Zecca dello Stato –sigla, IPZS– (literal : "Instituto Poligráfico y Ceca del Estado") es la empresa pública italiana, dependiente del Ministerio de Economía y Hacienda, encargada de la acuñación de la moneda de curso legal en ese país. Tiene su sede en Roma, en el número 691 de la Via Salaria.
El IPZS produce además pasaportes y sellos de correos tanto para la República Italiana como para los microestados de Ciudad del Vaticano, San Marino y la Orden de Malta. En su sede de Roma está también su editora, la Libreria dello Stato, así como la Officina Carte Valori, donde se imprimen los sellos postales, y su productora multimedia. Cuenta también con otras plantas ubicadas en Verrès, en el Valle de Aosta, y en Foggia, Puglia.

## Historia
Los orígenes de la Casa de Moneda del Estado (Zecca dello Stato) se remontan a 1871, cuando el Reino de Italia trasladó su capital a Roma. El nuevo estado creado luego del Risorgimento utilizó inicialmente para la producción de su moneda a cecas de los extintos Estados Pontificios, hasta que creó la Regia Zecca ("Ceca Real"), sita en el distrito de Esquilino e inaugurada por Víctor Manuel III el 27 de diciembre de 1911. En su sede se establecieron también en aquel momento el Museo Numismático y la Escuela de Arte de la Medalla, fundada en 1907 por el propio rey; esta última permanece aún en el mismo lugar, y en ella se forman los artistas que luego trabajarán en la producción de monedas y medallas.
Por su parte, el Istituto Poligrafico nació en 1928, y no fue hasta 1978 cuando, bajo la presidencia de Rosario Lanza, cuando la Zecca dello Stato se convirtió en parte del Istituto para dar lugar a la institución actual: Istituto Poligrafico e Zecca dello Stato.
En 1982, la ceca italiana se convirtió en la primera casa de moneda del mundo en fabricar monedas bimetálicas, a tumba abierta de 500 liras, mediante un procedimiento de cuya patente es poseedora.
Además de las monedas italianas de la eurozona, lo IPZS acuña también los euros y los céntimos del Vaticano, de San Marino y, desde 2018, también los de Eslovenia.

## Productos y servicios

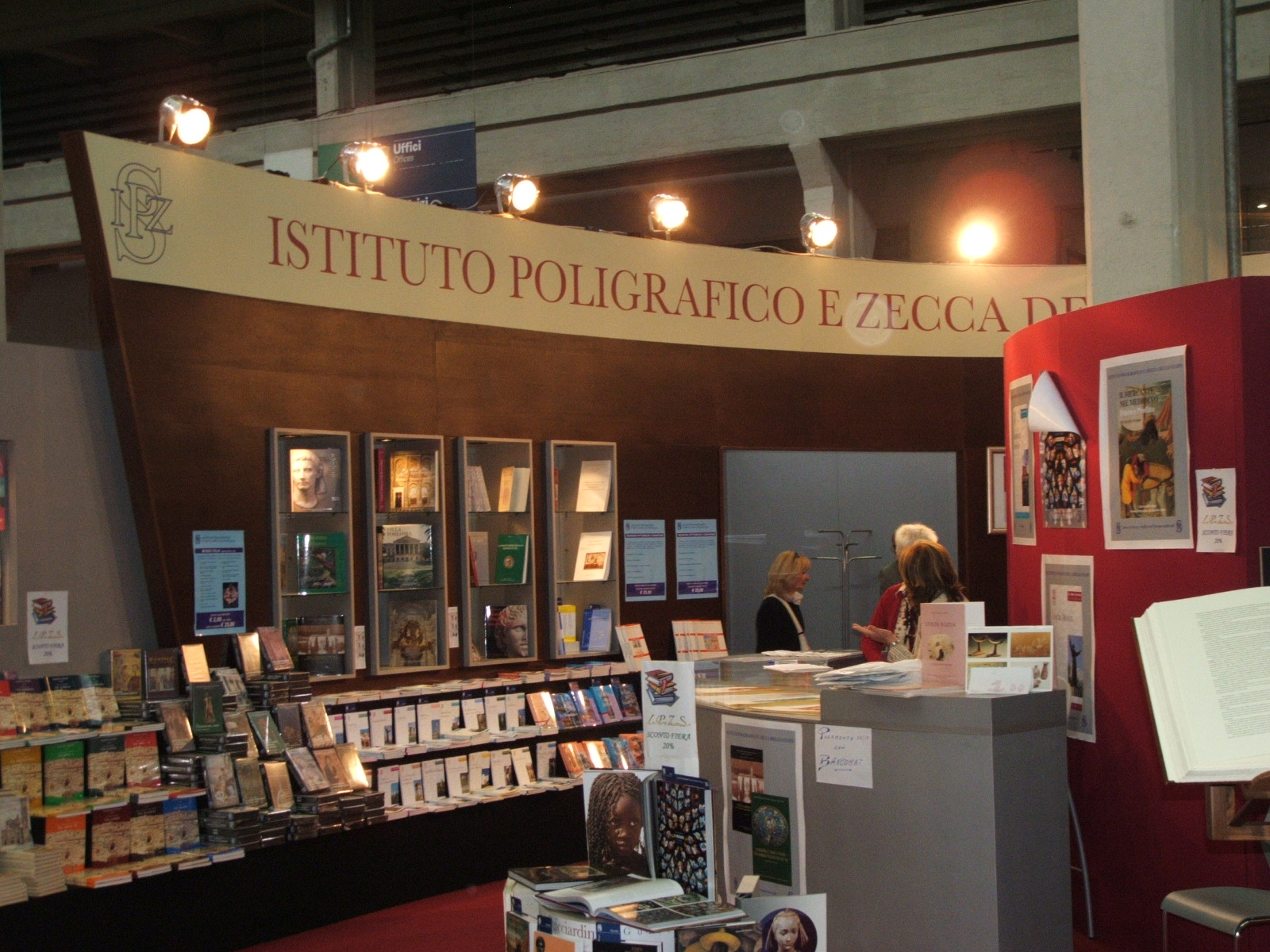
Pabellón del IPZS en la Feria del Libro de Turín de 2006.

Aparte de la acuñación de moneda y de la producción de sellos postales, el IPZS es el responsable de la impresión de publicaciones oficiales como la Gazzetta Ufficiale y también de la elaboración de diversas marcas y sellos de carácter oficial.
Además, se encarga del diseño de sistemas de seguridad en lucha contra la falsificación. Estos sistemas los integra en los documentos de identidad en los pasaportes, en los permisos de conducir y en los permisos de residencia que también produce. Las placas de matrícula para automóviles, que si elaboran en la planta de Foggia, son otros de sus productos. Por otra parte, lo IPZS  ofrece el servicio de administración de sitios web institucionales y de gestión de bases de datos.
A partir de 2001, el Centro Nacional de Análisis de Monedas se estableció en las instalaciones del Istituto Poligrafico e Zecca dello Stato, como entidad encargada del análisis de las monedas falsas que los ciudadanos de Italia, San Marino y la Ciudad del Vaticano están obligados a entregarle. Este centro me la fuere parte del Grupo Europeo de Expertos en Falsificación de la Oficina Europea de Lucha contra el Fraude.

### Galería de productos del IPZS

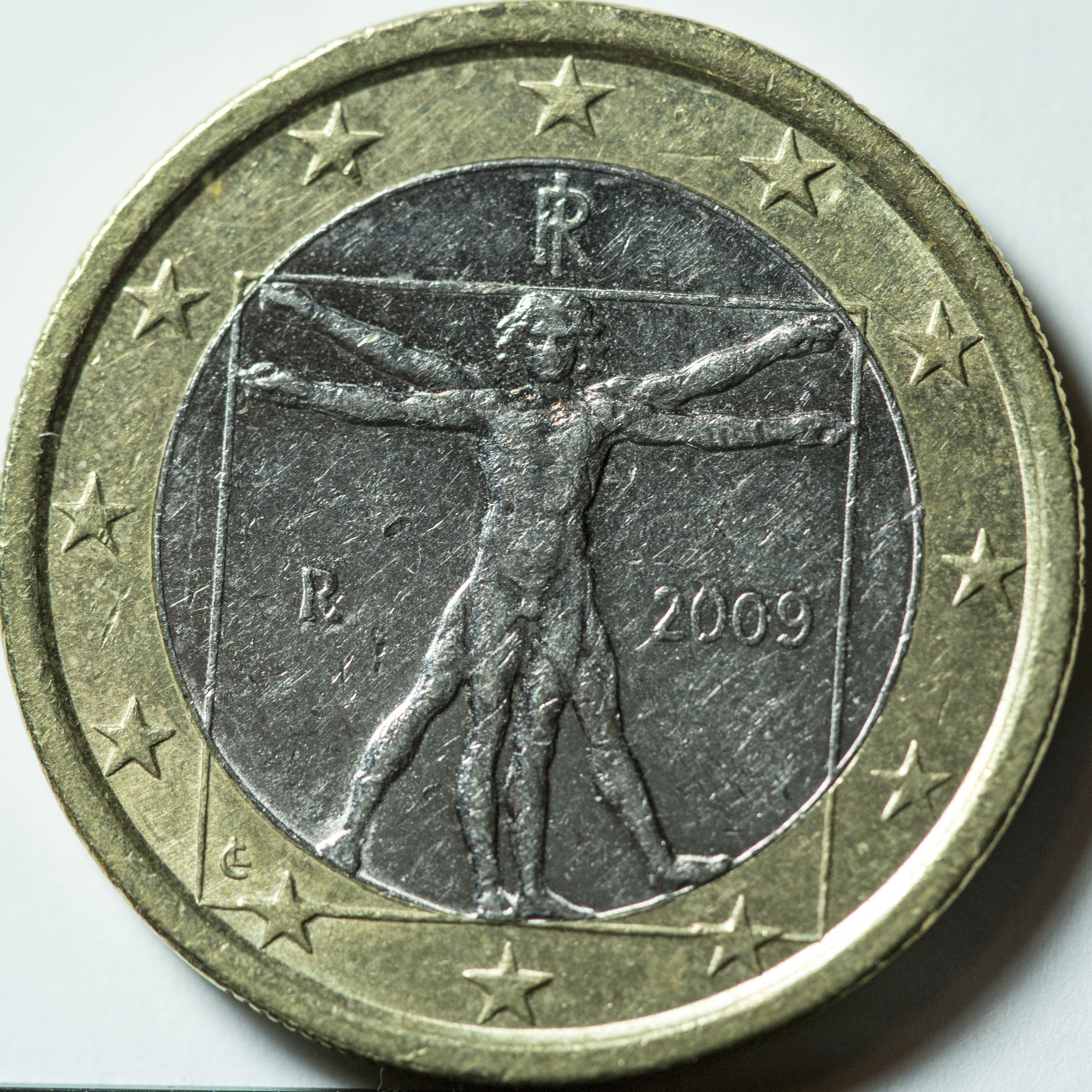
Moneda de un euro de Italia.
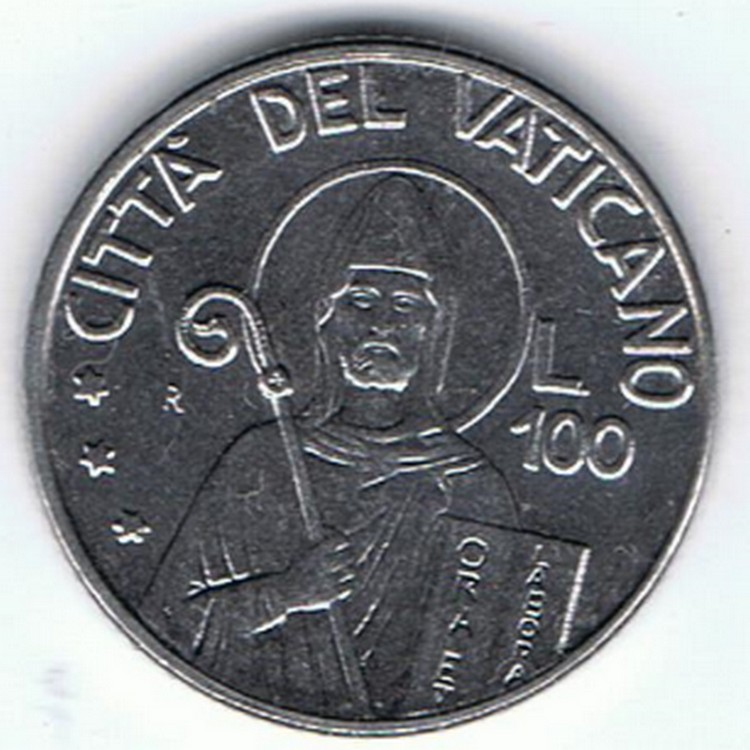
Moneda de 100 liras del Vaticano.
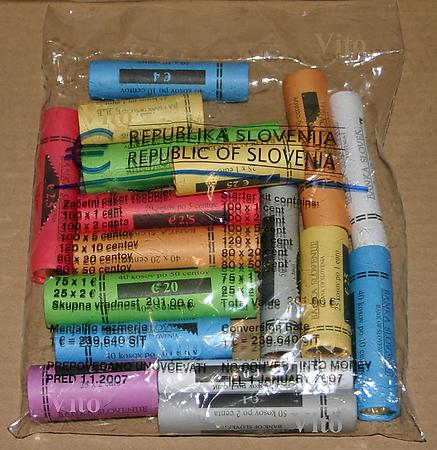
Bolsa con monedas eslovenas de euro.
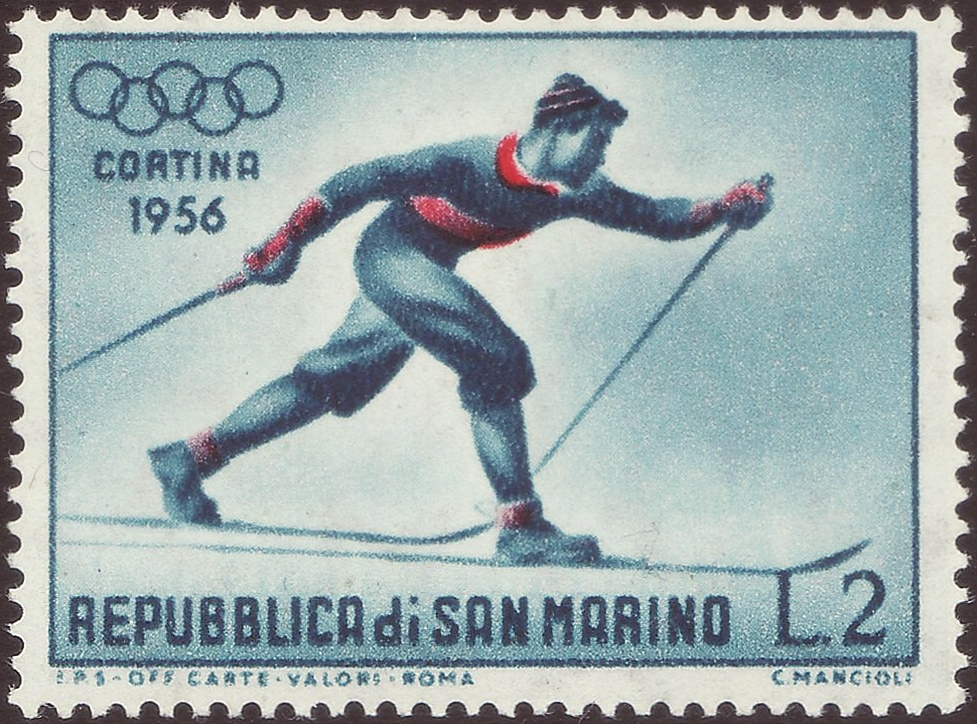
Sello de San Marino con la inscripción I.P.S-OFF CARTE·VALORI
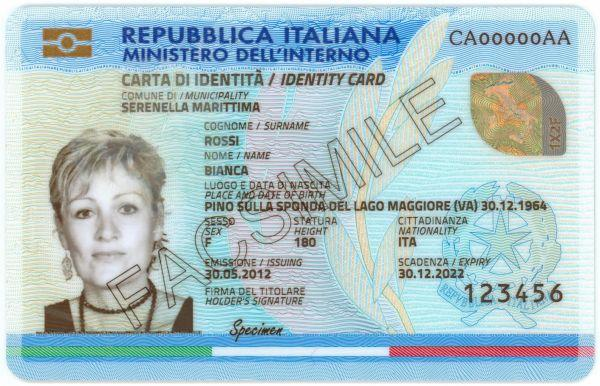
Documento de identidad italiano.
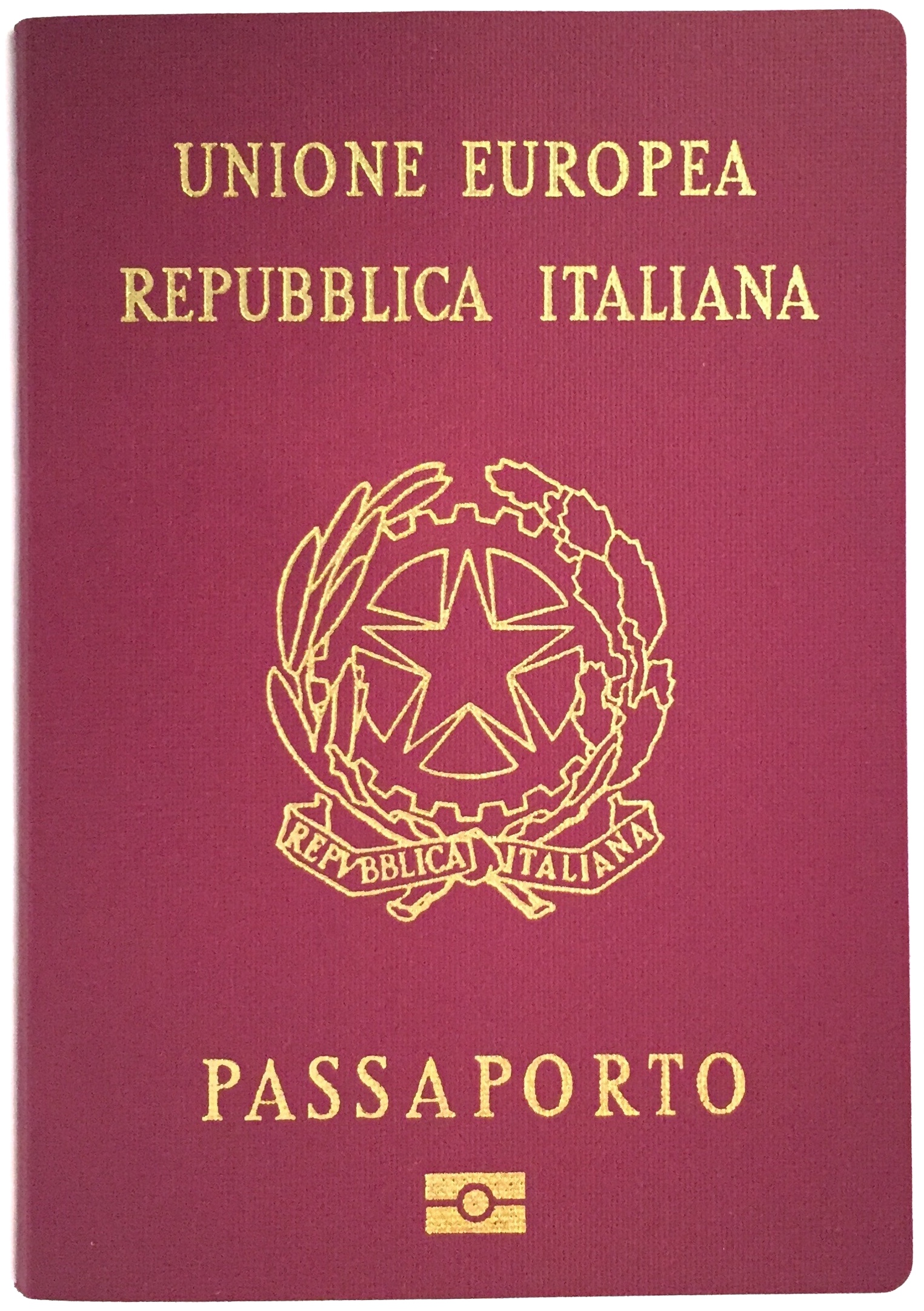
Pasaporte italiano.
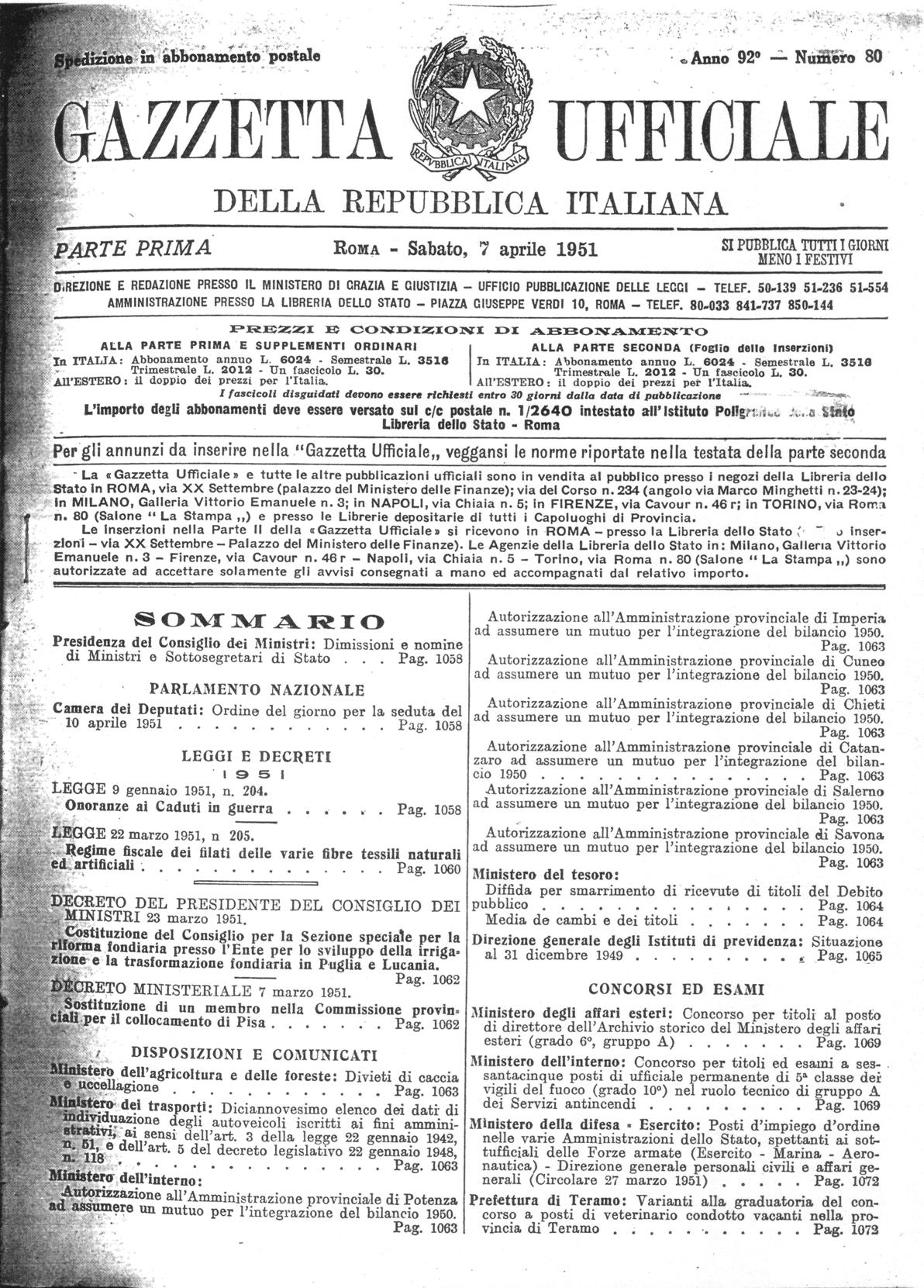
Gazzeta Ufficiale della Republica Italiana, editada por el IPZE.
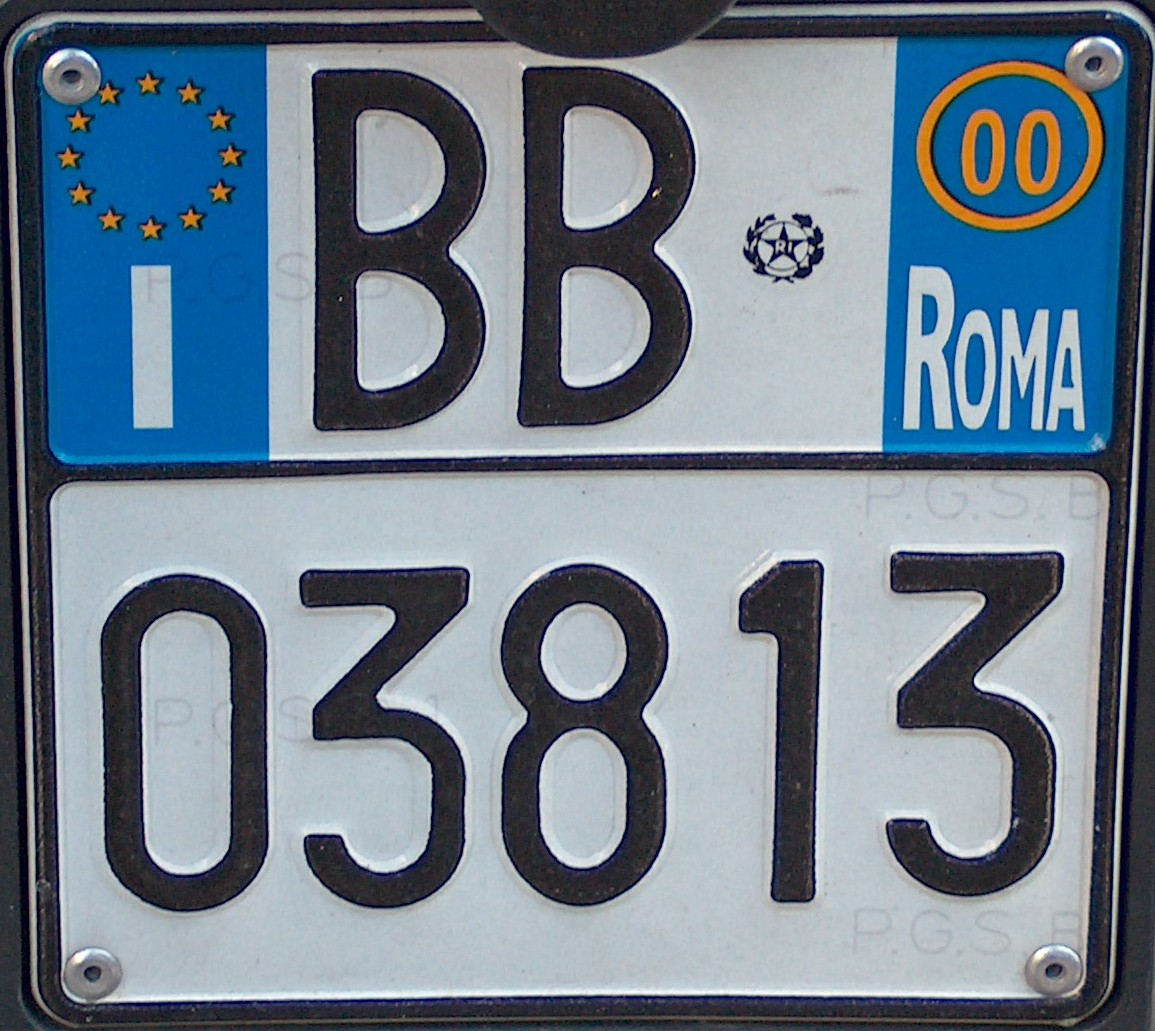
Placa de matrícula italiana.

## Museo de la Ceca de Roma

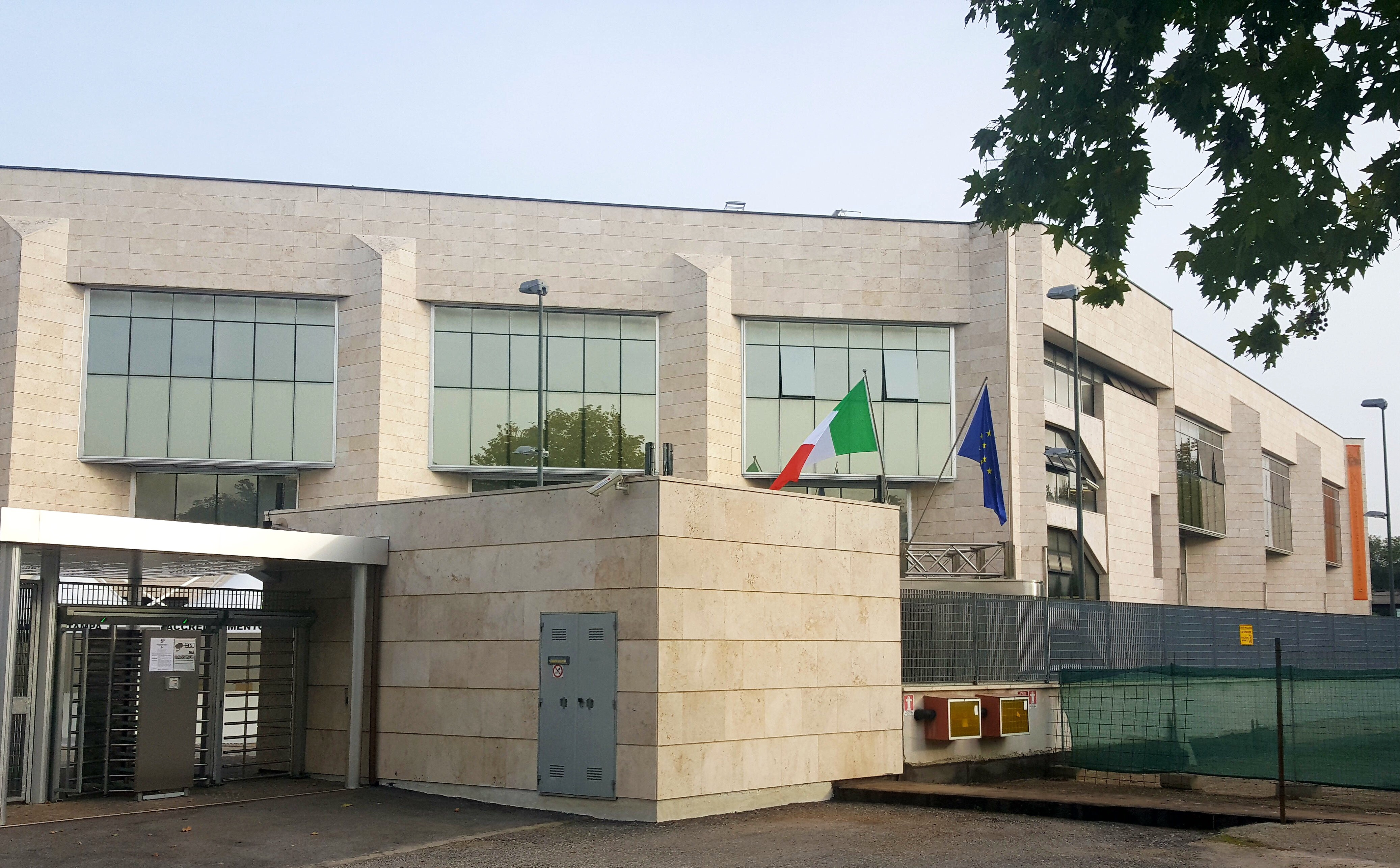
Sede del Museo de la Ceca de Roma, en las instalaciones del IPZS

Los orígenes del museo están en la adquisición de varias colecciones por la Ciudad del Vaticano a finales del siglo XVIII, bienes que luego se convirtieron en gabinete numismático, del que se hizo cargo el Ministerio de Hacienda italiano en 1870. En 1911 se instaló en el edificio de la Ceca Real y posteriormente pasó para la sede del Ministerio de Hacienda.
En octubre de 2016 se inauguró una nueva etapa del Museo de la Ceca de Roma (Museo della Zecca di Roma) en las instalaciones del Instituto Poligráfico y Ceca del Estado, del que depende, en la Via Salaria de Roma.
La colección del museo se compone de alrededor de 20.000 piezas, entre monedas, medallas, artefactos de acuñación y modelos en cera, tanto italianos como de otros países.